# Palais Schaumburg (Bonn)
Pour les articles homonymes, voir Palais Schaumburg et Schaumburg.
Le palais Schaumburg de Bonn fut la résidence officielle du chancelier fédéral d'Allemagne de 1949 à 1976, d'où son appellation de Haus des Bundeskanzlers (« maison du chancelier fédéral »).

## Historique
Il est construit entre 1858 et 1860 dans un style néoclassique, pour un industriel, le fabricant de tissus, Aloys Knops (1814–1898). À la fin des travaux, Wilhelm Loeschigk (1808-1887), un négociant en textiles installé à New York, l'achète à son tour et s'y installe avec sa famille, qui résidera pendant les trente années qui suivront.
En 1890, la demeure est acquise par le prince Adolphe de Schaumbourg-Lippe, futur régent de la principauté de Lippe-Detmold, qui le fait agrandir par l'adjonction de deux ailes au nord, puis s'y installe avec celle qu'il vient d'épouser, la princesse Victoria de Prusse. Le couple y donne de nombreuses fêtes en l'honneur du frère de Victoria, l'empereur Guillaume II et de son épouse Augusta-Victoria. Adolphe de Schaumbourg-Lippe y meurt en 1916. 
À l'issue de la Première Guerre mondiale, le palais est occupé par les armées britannique et canadienne. En 1919, Victoria vend le palais à Adolphe II de Schaumbourg-Lippe, neveu de son mari, tout en conservant un droit d'usage jusqu'à sa mort. Remariée en 1927 à un réfugié russe blanc Alexandre Zoubkoff (de) de trente-cinq ans son cadet, elle se retrouve rapidement ruinée par les indélicatesses de ce dernier qui sera d'ailleurs expulsé d'Allemagne. La famille Schaumburg-Lippe prive alors Victoria de son droit de vivre dans le palais et celle-ci fait vendre ses biens mobiliers en octobre 1929. Des bureaux et des appartements locatifs sont installés dans les bâtiments. Après la mort d'Adolphe en 1936, ses frères et sœurs héritent du palais.
En 1939, la Wehrmacht rachète le palais Schaumburg à Wolrad, prince de Schaumbourg-Lippe, neveu d'Adolphe. Après la Seconde Guerre mondiale, en 1945, le palais est occupé de nouveau par l'armée britannique, puis par l'armée belge.

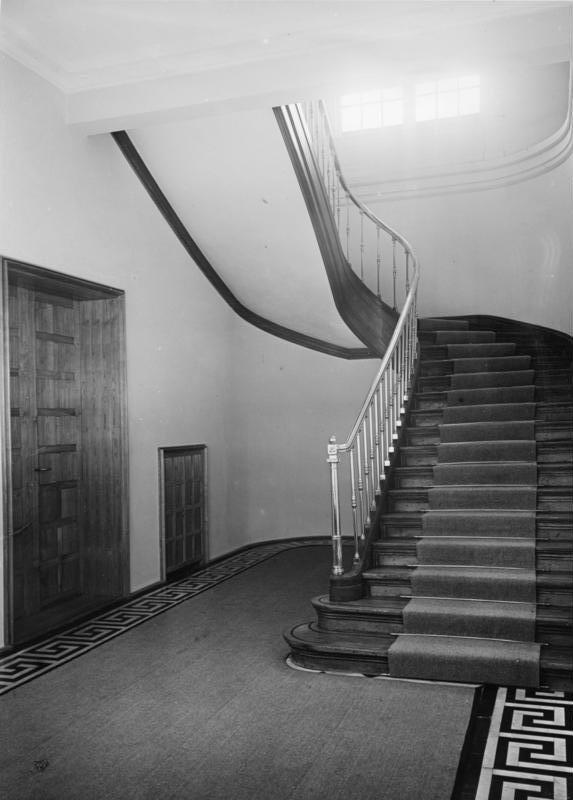
Intérieur du palais Schaumburg

En novembre 1949, il devient la résidence officielle du chancelier, et accueille deux mois plus tard sa première visite d'État, celle du ministre français des Affaires étrangères Robert Schuman. La villa Hammerschmidt qui se trouve à proximité, devient elle le siège de la Présidence fédérale.
En 1950, il est rénové par l’architecte Hans Schwippert (de), et de nouveau agrandi pendant la décennie suivante. Le Kanzlerbungalow, réservé au logement et aux réceptions du chancelier, est construit dans le parc entre 1963 et 1964.
En raison de l'exigüité du palais Schaumburg, le cabinet décide en 1969 de la construction d’un nouveau siège pour les services du chancelier, à proximité immédiate du palais. La construction commence en 1974 et la nouvelle chancellerie fédérale est inaugurée en 1976, le palais Schaumburg étant utilisé notamment pour les réceptions officielles. Depuis cette date, il est également la deuxième résidence officielle du chancelier.
En 1986, il accueille les services du nouveau ministère fédéral de l'Environnement. 
Avant la réunification, c'est dans ce palais qu'est signé le 18 mai 1990 le traité d'union monétaire entre les deux États allemands, la RFA et la RDA. Puis, jusqu'en 1991, cinq ministres fédéraux avec attributions spéciales y ont également leurs bureaux.
Il n'y a pas de libre accès au palais mais la Maison de l'histoire de la RFA propose des visites guidées. Une exposition donne un aperçu de l'histoire du palais Schaumburg de 1869 à nos jours.

## Le parc
Depuis 1949, il est de tradition que chaque chancelier fédéral plante un arbre dans le parc, durant ses fonctions.
| Chancelier           | Parti | Mandat                                            | Espèce              | Notes                              |
| -------------------- | ----- | ------------------------------------------------- | ------------------- | ---------------------------------- |
| Konrad Adenauer      | CDU   | 1949–1953 1953–1957 1957–1961 1961–1962 1962–1963 | Paulownia tomentosa | Remplacé en 1992 après une tempête |
| Ludwig Erhard        | CDU   | 1963–1965 1965–1966                               | Séquoia             |                                    |
| Kurt Georg Kiesinger | CDU   | 1966–1969                                         | Érable plane        | Planté en 1978                     |
| Willy Brandt         | SPD   | 1969–1972 1972–1974                               | Ginkgo biloba       | Planté en 1979                     |
| Helmut Schmidt       | SPD   | 1974–1976 1976–1980 1980–1982                     | Saule pleureur      |                                    |
| Helmut Kohl          | CDU   | 1983–1987 1987–1991 1991–1994 1994–1998           | Hêtre européen      | Planté en 1987                     |
| Gerhard Schröder     | SPD   | 1998–2002 2002–2005                               | Chêne               | Planté en 2006                     |
| Angela Merkel        | CDU   | 2005–2009 2009–2013 2013–2018 2018–2021           | –                   | Planté en - - - -                  |
| Olaf Scholz          | SPD   | 2021–                                             | –                   | Planté en - - - -                  |